# 2024년 하계 올림픽 미국 선수단
2024년 하계 올림픽 미국 선수단은 2024년 7월 26일부터 8월 11일까지 프랑스 파리에서 열리는 2024년 하계 올림픽에 참가한 올림픽 미국 선수단이다.

## 출전 선수
| 종목           | 남자 | 여자 | 전체 |
| -------------- | ---- | ---- | ---- |
| 골프           | 4    | 3    | 7    |
| 근대5종        | 0    | 1    | 1    |
| 농구           | 16   | 16   | 32   |
| 다이빙         | 5    | 7    | 12   |
| 럭비           | 12   | 12   | 24   |
| 레슬링         | 10   | 6    | 16   |
| 배구           | 16   | 16   | 32   |
| 배드민턴       | 3    | 4    | 7    |
| 복싱           | 4    | 4    | 8    |
| 브레이킹       | 2    | 2    | 4    |
| 사격           | 7    | 9    | 16   |
| 사이클         | 10   | 13   | 23   |
| 서핑           | 2    | 3    | 5    |
| 수구           | 12   | 12   | 24   |
| 수영           | 27   | 21   | 48   |
| 스케이트보드   | 6    | 6    | 12   |
| 스포츠클라이밍 | 4    | 4    | 8    |
| 승마           | 6    | 3    | 9    |
| 아티스틱스위밍 | 0    | 8    | 8    |
| 양궁           | 1    | 3    | 4    |
| 역도           | 2    | 3    | 5    |
| 요트           | 6    | 7    | 13   |
| 유도           | 2    | 2    | 4    |
| 육상           | 59   | 61   | 120  |
| 조정           | 18   | 24   | 42   |
| 체조           | 6    | 7    | 13   |
| 축구           | 18   | 18   | 36   |
| 카누           | 3    | 2    | 5    |
| 탁구           | 1    | 3    | 4    |
| 태권도         | 2    | 2    | 4    |
| 테니스         | 6    | 5    | 11   |
| 트라이애슬론   | 2    | 3    | 5    |
| 펜싱           | 6    | 9    | 15   |
| 하키           | 0    | 16   | 16   |
| 전체           | 278  | 314  | 592  |

## 메달 집계
| 종목   | 1 | 2 | 3 | 합계 |
| 종목 1 | ' | ' | ' | '    |
| 종목 2 | ' | ' | ' | '    |
| 종목 3 | ' | ' | ' | '    |
| 합계   | ' | ' | ' | '    |

## 종목별 성적

### 골프
남자
- 잰더 샤우플리

여자
- 넬리 코다

### 근대5종
여자
- 제스 데이비스

### 농구
남자
여자

### 다이빙
남자
여자

### 레슬링
남자
- 카일 스나이더

여자
- 헬렌 마룰리스

### 배드민턴
남자
여자

### 복싱
남자
여자

### 브레이킹
남자
여자

### 사격
남자
- 빈센트 핸콕

여자

### 사이클
남자
여자

### 수영
남자
- 라이언 머피

여자
- 케이티 러데키

### 스포츠클라이밍
남자
여자

### 양궁
남자
- 브레이디 엘리슨

여자
- 케이시 코프홀드

### 역도
남자
여자

### 유도
남자
여자

### 육상
남자
여자

### 체조
남자
여자

### 축구
남자
여자

### 탁구
남자
여자

### 태권도
남자
여자

### 테니스
남자

### 펜싱
남자
여자

### 하키
여자

## 같이 보기
- 2024년 하계 올림픽